# Gizurr Ísleifsson
Gizurr Ísleifsson ou Gissur Ísleifsson (1042-1118) fut le deuxième évêque islandais. Il est le fils de Ísleifr Gizurarson qui a été le premier évêque islandais. Il consolide la mainmise de sa famille sur les fonctions épiscopales. Vers 1096, il soutient l'introduction de la dîme en Islande.